# Macromitrium dielsii
Macromitrium dielsii là một loài rêu trong họ Orthotrichaceae. Loài này được Broth. ex Vitt & H.P. Ramsay mô tả khoa học đầu tiên năm 1985.